# Liste de ponts de Seine-et-Marne

## Ponts de longueur supérieure à 100 m
Les ouvrages de longueur totale supérieure à 100 m du département de Seine-et-Marne sont classés ci-après par gestionnaires de voies.

### Routes départementales
- Pont Charles-Hochart (155 m)
- Pont de Moret

### Viaducs ferroviaires

#### Ligne de Paris-Lyon à Marseille-Saint-Charles
- Viaduc sur la Seine entre Le Mée-sur-Seine et Dammarie-les-Lys (132 m)
- Viaduc de Changis à Avon (380 m)
- Viaduc de Saint-Mammès (392 m)

#### Ligne de Corbeil-Essonnes à Montereau
- Pont du Pet-au-Diable entre La Rochette et Vaux-le-Pénil (190 m)
- Pont entre La Grande-Paroisse et Varennes-sur-Seine (141 m)

#### LGV Est européenne
- Viaduc de Claye-Souilly (416 m)

#### LGV Sud-Est
- Viaduc sur la Seine à Montereau-Fault-Yonne et  (200 m)

#### LGV Interconnexion Est
- Viaduc de Chalifert au-dessus de ligne de Paris-Est à Strasbourg-Ville et du canal de Meaux à Chalifert (1 175 m)

#### Ligne de Gretz-Armainvilliers à Sézanne
- Viaduc de l'Aubetin à Pommeuse (106 m)

#### Ligne de Paris-Est à Mulhouse-Ville
- Viaduc de Besnard sur la Voulzie à Longueville (387 m)

#### Ligne de Flamboin-Gouaix à Montereau
- Pont sur la Seine à Marolles-sur-Seine (105 m)
- Pont sur l'Autoroute A5 à Montereau-Fault-Yonne (104 m)
- Pont de Moscou sur l'Yonne à Montereau-Fault-Yonne (124 m)

## Ponts de longueur comprise entre 50 m et 100 m
Les ouvrages de longueur totale comprise entre 50 et 100 m du département de Seine-et-Marne sont classés ci-après par gestionnaires de voies.

### Viaducs ferroviaires

#### Ligne de Moret - Veneux-les-Sablons à Lyon-Perrache
- Viaduc de Montigny à Montigny-sur-Loing (32 m)

## Ponts présentant un intérêt architectural ou historique
Les ponts de Seine-et-Marne inscrits à l’inventaire national des monuments historiques sont recensés ci-après.
- Pont routier - Chalmaison - XIXe siècle
- Pont routier, Pont poutre métallique - Chalmaison - XIXe siècle
- Pont-canal - Château-Landon - XIXe siècle
- Pont sur la Marne - Esbly - XXe siècle
- Pont des Romains dit le Vieux Pavé - Évry-Grégy-sur-Yerre - XVIIe siècle ; XVIIIe siècle
- Pont Saint-Pierre ou Pont de Grégy - Évry-Grégy-sur-Yerre - XVIIe siècle
- Pont sur le Loing - Grez-sur-Loing - XIIIe siècle ; XVIIe siècle
- Pont aqueduc de la Vanne - Moret-sur-Loing - XIXe siècle
- Pont de Moret - Moret-sur-Loing
- Passerelle de halage - Nemours - XIXe siècle

## Sources
Base de données Mérimée du Ministère de la Culture et de la Communication.